# Кременюк, Виктор Александрович
Ви́ктор Алекса́ндрович Кременю́к (13 декабря 1940, Одесса — 18 сентября 2017, Москва) — советский и российский политолог, учёный-американист, заместитель директора Института США и Канады РАН с 1989, лауреат Государственной премии СССР, член-корреспондент РАН (2011).

## Карьера
- окончил МГИМО МИД СССР (1963)
- окончил курсы военных переводчиков при ВИИЯ в (1964)
- окончил заочную аспирантуру МГИМО в (1967)
- служба в Вооруженных Силах СССР (1963—1968)
- работа в журнале «Международная жизнь» (1968—1970)
- поступил на работу в Институт США и Канады РАН (1970)
- кандидат экономических наук (1968)
- доктор исторических наук (1980)
- профессор по специальности «Политические науки» (1990)
- В 1980 г. в составе группы учёных Академии наук удостоен Государственной премии СССР в области науки и техники за серию закрытых аналитических разработок по международным конфликтам в развивающемся мире.[2]
- 2011 г., 22 декабря избран членом-корреспондентом Российской академии наук[3]

Похоронен В. А. Кременюк в Москве на Введенском кладбище (участок 25).

## Взгляды
- «Я вместе со всеми людьми моего поколения слишком долго верил в третий этап всеобщего кризиса капитализма, чтобы сейчас возвращаться к этой ерунде» (2011)[5].

## Избранные труды
- Кременюк В. А. Борьба Вашингтона против революции в Иране. — М.: Международные отношения, 1984. — 175 с.
- Кременюк В. А. «Кризисная стратегия» на службе империализма. — Киев: Политиздат Украины, 1979. — 144 с.
- Кременюк В. А. Политика США в развивающихся странах. Проблемы конфликтных ситуаций (1945—1976). — М.: Международные отношения, 1977. — 233 с.
- Кременюк В. А. США: борьба против национально-освободительного движения. История и современность. — М.: Мысль, 1985. — 303 с.
- Кременюк В. А. США и конфликты в странах Азии (70-е годы XX в.). — М.: Наука, 1979. — 222 с.
- Кременюк В. А. Международные конфликты: проблемы управления и контроля. — М.: ИСКРАН, 2006. — 222 с.
- Россия и США после «холодной войны» / Отв. ред. д.и.н. профессор В. А. Кременюк. — М.: Наука, 2000.
- Victor A. Kremenyuk, International Negotiation: Analysis, Approaches, Issues. Jossey-Bass, 2002 г., 592 р. ISBN 0787958867
- Новый этап развития международных отношений. Часть II / Отв. ред. В. Б. Супян, В. А. Кременюк. — М.: ИСКРАН, 2009.